# Gymnich-möte

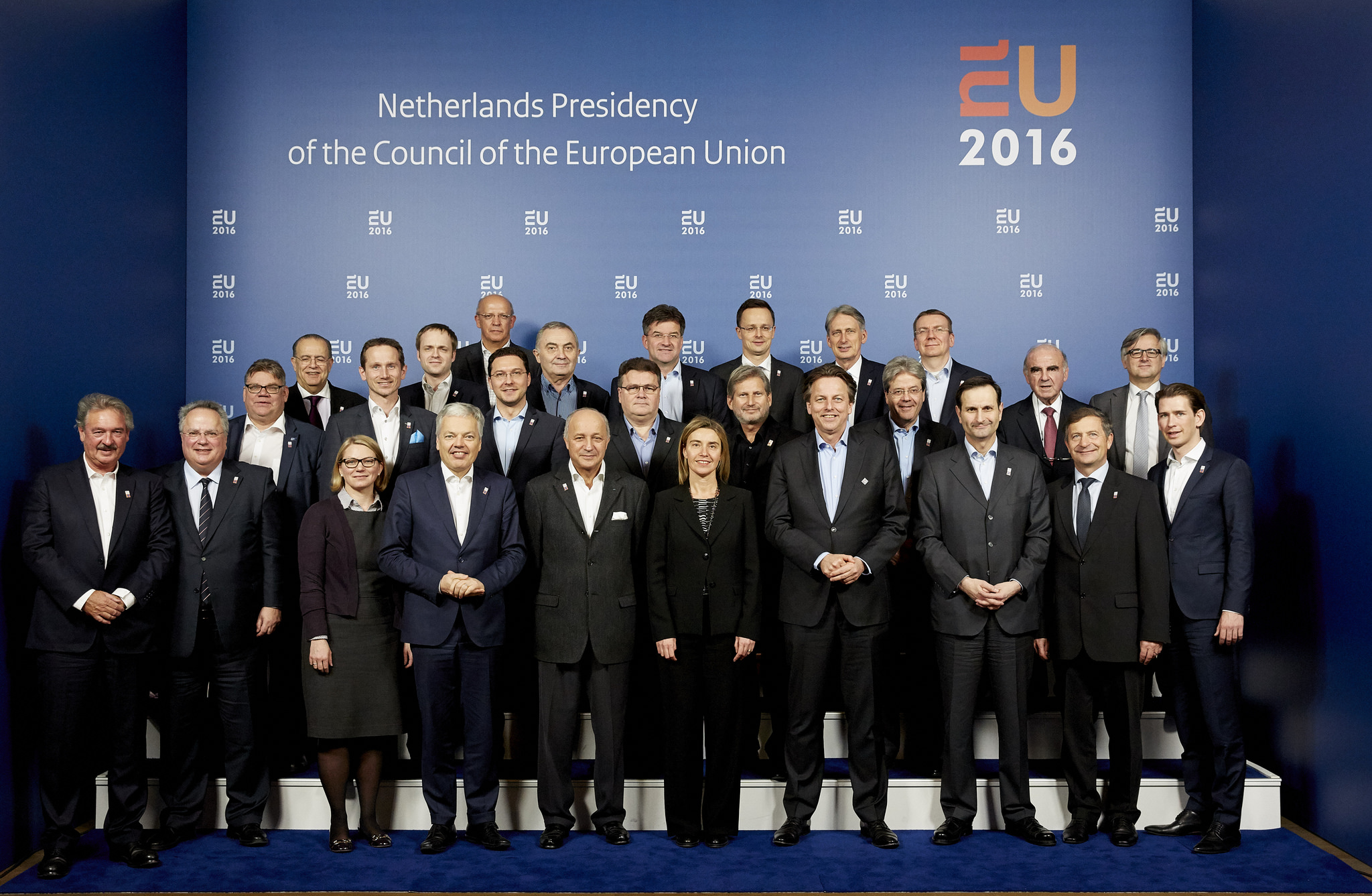
Utrikesministrarna vid ett Gymnich-möte i Amsterdam, Nederländerna, 2016.

Ett Gymnich-möte, eller enbart Gymnich, är ett regelbundet sammanträde som Europeiska unionens utrikesministrar och den höga representanten för utrikes frågor och säkerhetspolitik deltar i. Det är uppkallat efter stadsdelen Gymnich i Erftstadt, Tyskland, där det första Gymnich-mötet organiserades i april 1974 av Tysklands inrikesminister Hans-Dietrich Genscher på slottet Schloss Gymnich inom ramen för det europeiska politiska samarbetet.
Gymnich-mötet är en informell konstellation och saknar lagstiftande funktion, men gör det möjligt för utrikesministrarna och den höga representanten att diskutera de stora dragen i den gemensamma utrikespolitiken. Det kompletterar på så sätt de ordinarie sammanträdena i rådet för utrikes frågor, som är en av konstellationerna i Europeiska unionens råd.
I regel sammanträder Gymnich en gång i halvåret. Eftersom sammanträdet hålls en gång i halvåret får varje medlemsstat som innehar det roterande ordförandeskapet i Europeiska unionens råd möjlighet att anordna ett Gymnich-möte. Till skillnad från rådets sammanträden i Bryssel, Belgien, äger Gymnich-mötet rum i den medlemsstat som innehar ordförandeskapet.
Gymnich-mötet har inspirerat andra rådskonstellationer att bilda sina egna informella konstellationer, som samlar andra ministrar än utrikesministrarna, till exempel medlemsstaternas handels- eller justitieministrar. De informella diskussionerna gör det möjligt för ministrarna att gå djupare in i specifika frågor, utan att behöva enas om några formella beslut, så som är fallet vid de formella rådssammanträdena.